# Frank Abagnale, Jr.
Frank William Abagnale, Jr. (Condado de Westchester, 27 de Abril de 1948) é um consultor de segurança americano conhecido por seu histórico como ex-vigarista, falsificador de cheques e impostor dos Estados Unidos, dos 15 aos 21 anos. Ele se tornou um dos mais famosos impostores de todos os tempos, ele alega ter assumido nada menos que oito identidades, incluindo um piloto de avião, um médico, um agente do FBI e um advogado. Ele escapou da custódia policial por duas vezes (uma vez por um avião de passageiros que estava taxiando e uma vez por uma penitenciária federal dos Estados Unidos) antes de completar 21 anos de idade. Ele ficou menos de cinco anos na prisão antes de começar a trabalhar para o governo federal. Atualmente é consultor e palestrante da academia do FBI e dos escritórios de campo. Atualmente preside a "Abagnale and Associates", uma empresa de consultoria contra fraudes financeiras. 
Sua história de vida serviu de inspiração para o filme Catch Me If You Can ("Prenda-me se for capaz" no Brasil e "Apanha-me se puderes" em Portugal),  estrelado por Leonardo DiCaprio como Abagnale e Tom Hanks como o agente do FBI que o perseguia, assim como um musical da Broadway com esse nome e uma série de TV White Collar, que são baseados em sua autobiografia do mesmo nome.

## Biografia
Nasceu e foi criado fora da cidade de Nova Iorque no Condado de Westchester,  Recebeu aulas numa escola católica de New Rochelle dirigida pela Irmandade Cristã da Irlanda. Em 1960 seus pais se separaram, experiência tão traumática para ele que logo saiu de casa. William voltou a falar com a mãe sete anos depois.

Frank William Abagnale Jr. nasceu em 27 de abril de 1948 e foi um dos filhos do meio de uma família de quatro crianças e passou os primeiros dezesseis anos de sua vida em New Rochelle, Nova York. Sua mãe francesa, Paulette, e seu pai, Frank Abagnale Sr., se separaram quando ele tinha doze anos e se divorciaram quando ele tinha dezesseis anos. Seu pai era um afluente local que gostava muito de política e teatro, e era um modelo para Abagnale Jr.  Sua educação primária foi em uma escola católica.

### Fraudes bancárias
Seu primeiro golpe foi fazendo cheques sem fundo, que descobriu que era possível quando foi forçado a fazer cheques com quantias superiores ao que tinha guardado. Isso, entretanto, funcionou até a hora que o banco parou de emitir mais cheques, o que fez com que abrisse mais contas em bancos diferentes, eventualmente criando novas identidades para isso. Durante este período ele experimentou e desenvolveu diferentes técnicas de fraude, como imprimir seus próprios cheques, cópias quase perfeitas dos originais, usando-os e persuadindo os bancos a liberar dinheiro que nunca se materializou, visto que todos os cheques eram devolvidos.

### Voando sem pagar
Por um período de dois anos Abagnale se disfarçou como o piloto da companhia aérea Pan Am "Frank Williams" para obter voos de graça pelo mundo por troca de cortesia (pilotos ganham viagens para outras cidades pelo mundo por outras companhias aéreas como cortesia quando precisam fazer voos nestas cidades) em voos normais. No primeiro destes voos, não sabia onde estava seu assento. Uma aeromoça teve o privilégio de mostrar a Abagnale onde estava o assento. Ele conseguiu fazer um cartão de identificação falso da Pan Am através de um modelo e um certificado de piloto da FAA (Federal Aviation Administration). Também conseguiu um uniforme da Pan Am fazendo-se passar por um piloto autêntico que havia perdido o seu em uma lavanderia.

### Abagnale como médico
Mais tarde, Abagnale personificou um pediatra em um hospital do estado da Geórgia com o nome de "Frank Conners". Depois de fazer amizade com um médico de verdade, tornou-se supervisor residente como um favor para o amigo até que achassem alguém que pudesse pegar o emprego. Entretanto, sendo uma farsa como médico, Abagnale foi quase mandado embora após quase ter deixado um bebê morrer por inanição de oxigênio (não fazia ideia do que a enfermeira quis dizer com a expressão "blue baby"). Abagnale fazia com que a maioria das tarefas complicadas que deveriam ser feitas por ele ficassem na mão de outros colegas, como por exemplo, colocar ossos de uma fratura exposta no lugar. Após 11 meses, o hospital achou outro substituto para o seu lugar, e então saiu.

### Como advogado
Abagnale também forjou um diploma da Universidade de Harvard, passou no exame para avaliação do Estado da Louisiana e conseguiu um emprego no escritório de advocacia da Louisiana. Diz que passou no exame legitimamente, porque, "no Estado da Louisiana você pode fazer o mesmo exame quantas vezes precisasse. Era apenas uma questão de eliminação das suas respostas anteriores erradas."
Ele passou na terceira tentativa. Em sua biografia, ele descreve este emprego como sendo um Office-Boy que simplesmente levava café para seu chefe. Entretanto, naquele escritório trabalhava um advogado que tinha realmente graduação em Harvard, e ele sempre questionava Abagnale sobre a sua estadia em Harvard. Naturalmente, ninguém pode responder questões a respeito de uma universidade que nunca participou. Isso fez Abagnale demitir-se para se proteger.

### Como professor
Abagnale também diz ter forjado um diploma da Universidade da Columbia e ensinou sociologia na Brigham Young University por um semestre, apesar de a universidade declarar que não houve registro de tal emprego. Abagnale foi citado em seu livro apenas como professor assistente.
Ao final do contrato, mudou-se para a Califórnia e se envolveu com uma aeromoça (chamada Rosalie nos livros). Para ela, ele revelou sua identidade e tudo o que já tinha feito. Rosalie prometeu nunca contar nada a ninguém, mas em determinado dia, foi localizado pela polícia e imaginou que ela quebrou o trato. Abagnale novamente pôs-se a fugir.

### Prisão
Abagnale foi preso na França em 1969 quando uma comissária da Air France reconheceu seu rosto num cartaz de procurado. Quando a polícia francesa o prendeu, todos os 26 países em que cometeu fraude pediram a sua extradição. Em primeiro lugar ficou seis meses na Casa de Detenção de Perpignan em França, onde quase morreu.
Depois foi extraditado para a Suécia onde ficou por um ano na Prisão de Malmö por falsidade ideológica. Mais tarde, um juiz revogou o seu passaporte americano e deportou-o para os Estados Unidos para prevenir futuras extradições. Abagnale foi sentenciado a 12 anos de prisão numa penitenciária federal por várias modalidades de fraude e falsidade ideológica.

### Empregos legítimos
Em 1974, o governo federal dos Estados Unidos o libertou sob a condição de que Abagnale deveria ajudar as autoridades federais contra fraudes monetárias.
Após sua soltura, Abagnale tentou diversos empregos, mas achando-os insatisfatórios, resolveu fazer uma oferta a um banco. Explicou ao banco o que fez, e se ofereceu para palestrar ao pessoal do banco e mostrar vários truques que os fraudadores usam para enganar os bancos.
Abagnale fez a seguinte oferta: se o banco não achasse que o que ele dissesse fosse útil, não precisariam pagar nada; caso contrário, eles lhe deveriam 500 dólares e deveriam divulgar seu nome e seu trabalho a outros bancos. Naturalmente, eles se impressionaram, e assim Abagnale começou sua vida como consultor legítimo.
Mais tarde fundou a Abagnale & Associates, onde adverte o mundo dos negócios sobre fraudes, e organiza palestras e aulas pelo mundo. Abagnale é agora um multimilionário através de sua empresa de consultoria de fraudes e prevenção situada em Tulsa, Oklahoma.

## Abagnale no cinema
Leonardo Di Caprio retratou Abagnale em 2002, no filme de Steven Spielberg Prenda-me Se For Capaz. O filme é baseado em suas armações descritas no livro de mesmo nome: Catch Me If You Can (ISBN 0-7679-0538-5).

## Aparições na Mídia
- Em 1977, Abagnale participou do programa de TV To Tell the Truth. Trecho do vídeo
- Apareceu em um episódio especial da série The Real Hustle, produzida pela da TV britânica BBC, onde apresentou diversos tipos de fraudes e como evitá-las.
- Frank Abagnale, Jr. apareceu no filme baseado em sua história, Catch Me If You Can. No filme, Frank Abagnale, Jr. foi interpretado por Leonardo Di Caprio.

## Livros de Abagnale
- Catch Me if You Can, 2000. ISBN 0-7679-0538-5
- The Art of the Steal, Broadway Books, 2001. ISBN 0-7679-0683-7
- Real U Guide To Identity Theft

Abagnale arrecadou mais de US$20 milhões com seus três livros.
Nos capítulos de "The Art of Steal" ele fala sobre golpes comuns e maneiras de prevenir os consumidores de sofrerem fraudes. Também fala sobre roubo de identidades e o advento de golpes pela Internet.